# Damian Marley
Damian Robert Nesta "Junior Gong" Marley (* 21. července 1978 v Kingstonu, Jamajka), je trojnásobným držitelem ceny Grammy, významný reggae umělec a je nejmladším synem reggae legendy Boba Marleyho.
Damianovi byly dva roky, když zemřel jeho otec, a je jediným dítětem, které se narodilo Marleymu a Cindy Breakspeare, Miss World 1976. Damianův nick Junior Gong vznikl z nicku jeho otce Tuff Gong.
Damian vystupuje od svých 13 let. Stejně jako většina jeho rodiny se naplno věnuje hudbě, ale na rozdíl od svých sourozenců je jeho specialitou tzv. "toasting", Jamajská vokální technika, která je předchůdcem rapu.

## Alba
Damian zatím vydal tři alba. První, Mr. Marley, bylo vydáno v roce 1996, jeho druhé, Halfway Tree v roce 2001 a jeho třetí, Welcome To Jamrock v září roku 2005. Halfway Tree vyhrálo v roce 2002 cenu Grammy za "Nejlepší Reggae Album". Na Grammy Awards v roce 2006, vyhrál znovu "Nejlepší Reggae Album" za Welcome to Jamrock a "Nejlepší Urban/Alternative Představení" za song "Welcome to Jamrock". Je to první a zatím jediný Jamajčan v historii, který získal dvě ceny Grammy za jedno předávání.
V roce 2010 mu vyšel další album (Distant Relatives), na kterém spolupracoval s Nasem.

## Turné a hostování
V roce 2004, se Damian zúčastnil Bob Marley Roots, Rock, Reggae Festival Tour, které navštívilo 27 měst.Na tomto turné se podílel se svými čtyřmi bratry, Ziggym, Julianem, Stephenem, a Ky-Manim, každý z nich má profesionální hudební kariéru.
Damian jezdí často na turné se svými bratry Julianem a Stephenem, kteří jsou oba členy "Ghetto Youths Crew". V prosinci 2006 se Damian objevil po boku svých bratrů Stephena a Juliana v Stephenově klipu "The Traffic Jam".
V roce 2004, nahrál Damian s hip hopovou skupinou Cypress Hill song 'Ganja Bus' z alba Till Death Do Us Part. Damian se taky objevil v songu Snoop Dogga "Get a Light" z alba "Tha Blue Carpet Treatment." Zpívá taky v songu "put your lighters up" od Lil' Kim a v remixu od Gwen Stefani "Now That You Got It" (producent Swizz Beatz).
V průběhu roku 2006, se Damian vydal na turné s umělcem Benem Harperem po celých USA. Zahrál si na mnoha známých místech, jako je Central Park v New Yorku. A byl také jedním z mnoha umělců, kteří vystoupili na Festivalu Osheaga, v Montrealu.
V roce 2006 vystoupil také na významných festivalech KROQ Weenie Roast a Bonnaroo Music Festival, ve stejném roce byl hlavní hvězdou Peace Festu v Trinidadu.
19. září 2006 se Damian Marley stal prvním reggae umělcem, který kdy vystoupil v Austin City Limits na stanici PBS.
Damian se také objevil v třetí sezóně seriálu Extreme Makeover Home Edition, kde uspořádal koncert pro jednu ze zúčastněných rodin jamajského původu.
Marley v minulém roce spolupracoval s popovou senzací Gwen Stefani. Společně vytvořili remix songu "Now That You Got It" z alba The Sweet Escape. Stefani zařadila tento song do své Sweet Escape Tour.
Dále spolupracoval s "Guru" na songu "Stand Up Some Things'll Never Change", který vyšel na albu Jazzmatazz vol.4 v roce 2007 a s Mariah Carey na písničce "Cruise Control." z jejího nového alba E=MC².
Damian také vystoupil na prvním výroční Romantic Rhythms Music festivalu na ostrově Antiqua v Karibiku. S ním vystoupil výběr bavičů jako Shaggy, Lionel Ritchie, Keyshia Cole, Maxi Priest a Brian McKnight.

## Osobní život a přesvědčení
Narodil se jako Damian Robert Nesta Marley a říkalo se mu "Jr. Gong" na počest jeho slavného otce Boba "Tuff Gong" Marleyho. Jeho nejlepší kamarád z dětství, Dano McNamee, ho velmi brzo přivedl k marihuaně. Damian je Rastafarián a jeho hudba odráží jak jeho přesvědčení a názory, tak hlavní principy Rastafariánství - jedna láska, jeden svět a svoboda pro všechny národy. Když je Damian na turné, bydlí střídavě v Kingstonu a v Miami.

## Diskografie
- 1996: Mr. Marley
- 2001: Halfway Tree
- 2005: Welcome to Jamrock (Gold) #7 US, #34 UK
- 2007: Mr. Marley Re-Release
- 2010: Distant Relatives (with Nas)
- 2017: Stony HIll

## Singly
| Rok  | Název                                                    | Pořadí v hitparádě | Pořadí v hitparádě | Pořadí v hitparádě | Pořadí v hitparádě | Album              |
| ---- | -------------------------------------------------------- | ------------------ | ------------------ | ------------------ | ------------------ | ------------------ |
| Rok  | Název                                                    | US Hot 100         | US R&B/Hip-Hop     | US Rap             | UK Singles Chart   | Album              |
| 2002 | "I'm Right Here" (Samantha Mumba feat. Damian Marley)    | #80                | -                  | -                  | #5                 | Woman              |
| 2005 | "Welcome to Jamrock"                                     | #55                | #18                | #12                | #13                | Welcome to Jamrock |
| 2005 | "The Master Has Come Back"                               | -                  | -                  | -                  | #74                | Welcome to Jamrock |
| 2005 | "Road to Zion" (featuring Nas)                           | -                  | #57                | -                  | -                  | Welcome to Jamrock |
| 2006 | "Beautiful" (featuring Bobby Brown)                      | -                  | -                  | -                  | #39                | Welcome to Jamrock |
| 2006 | "All Night" (featuring Stephen Marley)                   | -                  | -                  | -                  | #137               | Welcome to Jamrock |
| 2007 | "Now That You Got It" (Gwen Stefani feat. Damian Marley) | #59                | The Sweet Escape   | -                  | -                  | -                  |
| 2007 | "One Loaf of Bread"                                      | -                  | -                  | -                  | -                  | -                  |